# Engelbert III. (Ziegenhain)
Engelbert III. von Ziegenhain († 1401) war von 1394 bis 1401 Graf von Ziegenhain und Nidda.

## Herkunft
Engelbert war der älteste Sohn des Grafen Gottfried VIII. († 1394) von Ziegenhain und Nidda und dessen Frau Agnes von Braunschweig († 1416), Schwester des Herzogs Otto I. von Braunschweig-Göttingen. Sein Geburtsdatum ist nicht bekannt.
Nach dem Tod seines Vaters folgte er diesem als regierender Graf von Ziegenhain und Nidda. Aus seiner Regierungszeit ist nicht viel bedeutsames bekannt, abgesehen von dem (nominellen) Einzug der Burg und Herrschaft Lißberg nach dem Tod Friedrichs von Lißberg als erledigtes Lehen im Jahre 1396. Johann von Rodenstein, der Schwager des letzten Lißbergers, ignorierte Engelbert, dessen Durchsetzungsvermögen offenbar gering war, nahm die Burg und Herrschaft in Besitz und nannte sich nunmehr Johann von Rodenstein und Lißberg. Erst im Jahre 1415 nahmen Engelberts Brüder und Nachfolger Johann II. und Gottfried IX. die Burg gewaltsam ein und verkauften drei Jahre später die Hälfte an den Landgrafen Ludwig von Hessen.
Die Grafschaft Ziegenhain lag wie ein Riegel zwischen den beiden Landesteilen der Landgrafschaft Hessen, Niederhessen und Oberhessen, und das förderte nicht immer und unbedingt eine gutnachbarliche Beziehung. So befand sich Engelbert im Jahre 1399 in einer heftigen Fehde mit Landgraf Hermann II. Am 1. Oktober 1399 bekundete Engelbert dann, dass er mit dem Landgrafen Frieden geschlossen habe; allerdings wollten er und seine Brüder Gottfried, Johann, Otto und Philipp, sowie Simon von Wallenstein und Konrad von Urff nicht auf ihre Ansprüche und Rechte verzichten, und darum sollten jeweils zwei Freunde jeder Seite eine verbindliche Schlichtung durchführen. Die während der Fehde gefangen genommenen Leute beider Seiten sollen freigelassen werden und Urfehde schwören.
Um sich gegen die enge Umklammerung seitens der Landgrafschaft zu wehren, lehnte sich Engelbert wie schon sein Vater und Großvater eng an Kurmainz an. Zeugnis dieser Verbindung sind u. a. zwei im Juli 1400 im mainzischen Fritzlar ausgestellte Urkunden, in denen Erzbischof Johann II. von Mainz bekundet, dass Engelbert im Falle einer Fehde mit Landgraf Hermann II. dem Erzbischof alle seine Burgen öffnen sowie Land und Leute zur Verfügung stellen werde, und dass der Erzbischof dem Grafen für derart geleistete Hilfe binnen zehn Wochen nach Ausbruch der Fehde 600 rheinische Gulden und im darauf folgenden halben Jahr nochmals 600 Gulden zahlen werde.

## Nachfolge
Engelbert starb, kinderlos, schon im Jahre 1401 (nach dem 18. Juli). Ihm folgte als regierender Graf von Ziegenhain und Nidda sein Bruder Johann II., der seinen jüngeren Bruder Gottfried IX. an der Regentschaft beteiligte. Ein vierter Bruder, Otto (1380–1430), war von 1419 bis zu seinem Tode Erzbischof von Trier.